# متودره
متودره (به ترکی آذربایجانی: Motudərə) یک منطقهٔ مسکونی در جمهوری آذربایجان است که در شهرستان گدابیگ واقع شده‌است.